# Maxime Janvier
Maxime Janvier (18 oktober 1996) is een Franse tennisspeler. Hij heeft nog geen ATP-toernooi gewonnen. Hij heeft één challengers in het enkelspel op zijn naam staan.

## Palmares

### Enkelspel
| Nr.                          | Datum           | Toernooi   | Ondergrond | Tegenstander in finale | Score    | Details |
| ---------------------------- | --------------- | ---------- | ---------- | ---------------------- | -------- | ------- |
| Gewonnen finales challengers |                 |            |            |                        |          |         |
| 1.                           | 15 oktober 2016 | Casablanca | Gravel     | Stéfanos Tsitsipás     | 6-4, 6-0 |         |

## Resultaten grote toernooien enkelspel
| Legenda | Legenda                          |
| ------- | -------------------------------- |
| g.t.    | geen toernooi gehouden           |
| l.c.    | lagere categorie                 |
| –       | niet deelgenomen                 |
| G       | uitgeschakeld in de groepsfase   |
| 1R      | uitgeschakeld in de eerste ronde |
| 2R      | uitgeschakeld in de tweede ronde |
| 3R      | uitgeschakeld in de derde ronde  |
| 4R      | uitgeschakeld in de vierde ronde |
| KF      | uitgeschakeld in de kwartfinale  |
| HF      | uitgeschakeld in de halve finale |
| F       | de finale verloren               |
| W       | het toernooi gewonnen            |
| w-v     | winst/verlies-balans             |

### Mannenenkelspel
| grandslamtoernooien  |      |      |      |
| Australian Open      | –    | –    | –    |
| Roland Garros        | 1R   | 1R   | 1R   |
| Wimbledon            | –    | –    | g.t. |
| US Open              | –    | –    | –    |
| Olympische Spelen    |      |      |      |
| Olympische Spelen    | g.t. | g.t. | g.t. |
| statistieken         |      |      |      |
| totaal aantal titels | 0    | 0    | 0    |
| eindejaarsranking    | 196  | 206  | 210  |